# Schkölen
Schkölen est une ville allemande de l'arrondissement de Saale-Holzland, Land de Thuringe.

## Géographie
Schkölen est traversée par la Wethau.
|                              | Molauer Land                         | Mertendorf Osterfeld |
| Frauenprießnitz Thierschneck | Schkölen                             | Heideland            |
| Tautenburg                   | Poxdorf Bürgel Mertendorf Rauschwitz | Petersberg           |

La commune de Schkölen comprend les quartiers de :
- Schkölen
- Graitschen auf der Hohe avec Grabsdorf
- Dothen avec Launewitz, Willschütz, Poppendorf et Tünschütz
- Hainchen avec Kämmeritz
- Nautschütz avec Böhlitz, Pratschütz, Zschorgula et Wüstung Sausdorf
- Rockau
- Wetzdorf

## Histoire
Vers 900, Schkölen est tout au sud du territoire de Dornburg, un château-fort est bâti. Vers 993, on mentionne le village de Schkölen qui est associé à son burgraviat. Le château-fort a une importance au XIIe siècle et au XIIIe siècle. Le village se développe alors. Schkölen devient une ville en 1156.
Au XVe siècle, le château est reconstruit mais un incendie le détruit en 1536, il est abandonné.
En 1140, Bertha von Groitzsch établit un prieuré de l'abbaye de Pegau.
Le 12 avril 1945, les Américains entrent dans la ville, les Soviétiques viennent en juillet.

## Personnalités liées à la commune
- Samuel Heinicke (1727-1790), pédagogue né à Nautschütz.
- Karl Theodor Albert Liebner (1806-1871), théologien protestant
- Alfred Kästner (1882–1945), résistant communiste assassiné
- Martin Sommer (1915-1988), membre de la SS né à Schkölen.